# Edmund Halamski
Edmund Łukasz Halamski (ur. 18 października 1928, zm. 22 stycznia 1991) – polski działacz państwowy i sportowy, menedżer, w latach 1977–1981 wicewojewoda legnicki.

## Życiorys
Syn Franciszka i Jadwigi. Związany z sektorem górniczym, wieloletni pracownik KGHM Polska Miedź. Zajmował stanowisko dyrektora ds. socjalno-bytowych w dyrekcji KGHM oraz kierownika Zakładu Remontowo-Montażowego, a także dyrektora Zagłębia Lubin. Od marca 1977 do stycznia 1981 był wicewojewodą legnickim. Działał także w kole łowieckim „Górnik” w Lubinie.
Został pochowany na Cmentarzu Starym w Lubinie.